# Nieftiekumsk
Nieftiekumsk (ros. Нефтекумск) – miasto w Rosji, centrum administracyjne rejonu Nieftiekumskiego w Kraju Stawropolskim.

## Geografia
Miasto jest położone na Nizinie Terecko-Kumskiej, 3 km od rzeki Kumy.
Odległość do centrum regionalnego (Stawropol) to ok. 276 km.
Najbliższa stacja kolejowa znajduje się w odległości 70 km w Budionnowsku.

## Historia
- 23 lipca 1953 - pierwszy szyb naftowy w sąsiedztwie
- 1958 - Budowa wioski pracowniczej
- 1962 - Status osady miejskiej
- 1968 - Uzyskanie statusu miasta i zmiana nazwy na Nieftiekumsk

## Skład narodowościowy
- Rosjanie — 21 891 osób - (79,91%)
- Dargijczycy — 1 103 osób - (4,03%)
- Tatarzy — 974 osób - (3,56%)
- Nogajowie — 648 osób - (2,37%)
- Ormianie — 551 osób - (2,01%)
- Ukraińcy — 338 osób - (1,24%)

## Ciekawe miejsca
- Pomnik ukazujący granicę Europy i Azji "45 równoleżnik".[2] Został on przedstawiony w herbie miasta.
- Ciągnik, na pamiątkę budowniczych miasta.[3]
- Pomnik Feliksa Dzierżyńskiego.[4]
- Pomnik żołnierzy radzieckich, którzy zginęli w czasie wielkiej wojny ojczyźnianej w 1941–1945.[5]
- Wspólny grób żołnierzy radzieckich, którzy zginęli walcząc z nazistami w latach 1942–1943.[6]
- Pomnik partyzanta A. Szilinoja, który zmarł w 1943 roku.[7]